# 大統領令13492号
大統領令13492号（だいとうりょうれい13492ごう、英: Executive Order 13492）は2009年1月22日にアメリカ合衆国第44代大統領バラク・オバマが発した、キューバのグアンタナモ湾収容キャンプ閉鎖を命じる大統領令である。
拘留の代替方法の特定を命じる大統領令13493号と同時に署名された。

## 背景
大統領令13492号は、すべてのグアンタナモ湾収容キャンプの被拘禁者の状況をただちに再調査し、被拘禁者を施設の外に移動させ、発令から1年以内に可能な限り早く施設を閉鎖させるように命じている。
2021年1月時点で、未だに施設が閉鎖されず、40人が拘留されている。